# Atelomycterus fasciatus
Atelomycterus fasciatus  (лат.) — один из видов рода коралловых кошачьих акул (Atelomycterus), семейство кошачьих акул (Scyliorhinidae).

## Ареал
Это эндемичный вид, обитающий на очень ограниченной площади, которая, вероятно, не превышает 20 000 кв.км. Он встречается на континентальном шельфе между заливом Эксмут (22°ю.ш. и 114°15’з.ш.) и южной оконечностью Eighty Mile Beach (20°ю.ш. и 120°з.д.), несколько экземпляров были пойманы в Арафурском море (10°37’ю.ш. и 133°47’з.д.), у берегов Северной территории, в заливе Карпентария и в Торресовом проливе (10°31’ю.ш. и 140°48'. з.д.). Этот вид держится у песчаного дня на глубине от 27 до 102 м, предпочитая воды не глубже 60 м.

## Описание
Максимальная длина 45,1 см (самки) и 40,2 (самцы). Основной окрас светло-серого цвета, по нему разбросаны пятна и полосы серого цвета и редкие чёрные пятнышки.

## Биология
Половая зрелость наступает при достижении длины и 35,3 (самки) и 32,9 (самцы). Максимальный зарегистрированный вес (258 г) имела самка длиной 45,1 см. Размножается, откладывая яйца, заключённые в ярко-жёлтую капсулу с толстыми стенками.

## Взаимодействие с человеком
В местах обитания этой акулы промышленная рыбная ловля практически отсутствует. Международный союз охраны природы присвоил этому виду статус «Вызывающий наименьшие опасения».